# Tsubaki Sanjūrō
Tsubaki Sanjūrō (椿三十郎) (bra: Sanjuro/prt: O Intendente Sanjuro) é um filme japonês jidaigeki de 1962, dirigido por Akira Kurosawa e estrelado por Toshiro Mifune. É uma sequência do filme Yojimbo (1961) de Kurosawa.
Originalmente uma adaptação do romance Hibi Heian do escritor japonês Shūgorō Yamamoto, o roteiro foi alterado após o sucesso de Yojimbo do ano anterior para incorporar o personagem principal desse filme.

## Sinopse
Um grupo de nove jovens samurais, determinados a livrar a corrupção da cidade em que vivem, recebem constante ajuda de um outro samurai, cínico e desalinhado, que acreditam não se encaixar nos moldes de um nobre guerreiro.

## Elenco
| Ator              | Papel                |
| ----------------- | -------------------- |
| Toshiro Mifune    | Sanjuro Tsubaki      |
| Tatsuya Nakadai   | Hanbei Muroto        |
| Keiju Kobayashi   | Sentinela capturado  |
| Yuzo Kayama       | Iori Izaka           |
| Reiko Dan         | Chidori              |
| Takashi Shimura   | Kurofuji             |
| Kamatari Fujiwara | Takebayashi          |
| Takako Irie       | Esposa de Mutsuta    |
| Sachio Sakai      | Ashigaru             |
| Masao Shimizu     | Kikui                |
| Yūnosuke Itō      | Mutsuta, o camareiro |

## Produção
A história é baseada, principalmente, no conto Hibi Heian (日日平安, lit. "dias pacíficos") de Shūgorō Yamamoto. Originalmente, Sanjuro seria uma adaptação direta da história. Após o sucesso de Yojimbo o estúdio decidiu ressuscitar seu popular anti-herói, e Kurosawa o reimaginou nesse novo roteiro. Mas, apesar de ser uma obra de continuidade, o filme final acabou sendo apenas uma sequência de Yojimbo, pois o herói continua a desenvolver seu personagem a partir do fanfarrão original.
Ele é, como no filme anterior, um samurai sem mestre que preserva seu anonimato pelos mesmos meios. Quando questionado sobre seu nome em Yojimbo ele diz "amoreira" (Kuwabatake); já em Sanjuro ele escolhe a camélia (Tsubaki) como nome. Em ambos os casos ele dá Sanjūrō (trinta anos) como seu nome de batismo, embora em ambos os filmes ele admita estar perto dos quarenta. Fazer com que os ronins assumam o nome de itens da natureza, em vez de uma grande casa ou clã, reflete uma virada nos filmes de samurais contemporâneos. Uma diferença crucial entre Yojimbo e Sanjuro, porém, é que há pouca conexão com o gênero western. O original foi ambientado em uma cidade fronteiriça remota, onde o herói lida implacavelmente com os bandidos locais, enquanto em Sanjuro a ação gira em torno de uma luta pelo poder feudal japonês em uma cidade-fortaleza de um clã. Lá, o herói percebe que Hanbei, seu principal oponente, é um homem muito parecido com ele: um estranho (uma "espada desembainhada", nas palavras da esposa do camareiro) livre para escolher seu próprio lado em um conflito. A diferença entre eles está apenas nos motivos de suas escolhas.
Há também um elemento maior de comédia social, com o lutador experiente constantemente prejudicado pela incapacidade de entender a verdadeira situação por parte dos jovens que escolhe ajudar. Mas embora ele seja superior em táticas, a senhora que ele acabou de resgatar o confunde como um qualquer já que insiste para que ele se contenha, pois matar pessoas é um mau hábito. Embora deva haver alguma matança, em grande parte como resultado das ações ineptas de seus jovens aliados, o único momento verdadeiramente violento ocorre no final do duelo entre Sanjuro e Hanbei. Ele se afasta disso furioso, porque seus jovens admiradores ainda não conseguem compreender a natureza humana e o significado do que acaba de acontecer.

## Lançamento
Sanjuro foi lançado em 1º de janeiro de 1962 no Japão, onde foi distribuído pela Toho. O filme também foi lançado no mesmo ano nos Estados Unidos.

### Bilheteria
Sanjuro foi o filme de maior bilheteria da Toho em 1962, ficando em segundo lugar nas produções japonesas de maior bilheteria em 1962. Ele arrecadou ¥450,1 milhões nas bilheterias japonesas em 1962, superando King Kong vs. Godzilla, que vendeu 11,2 milhões de ingressos no Japão no mesmo ano.

### Recepção
O filme foi recebido positivamente pela crítica especializada. Possui classificação de 100% no Rotten Tomatoes com base em 23 avaliações, com uma média ponderada de 8,38/10. O consenso do site diz: "Tecnicamente impressionante e com atuação soberba, Sanjuro é uma aventura de samurai divertida e cheia de ação, com excelente cinematografia e uma atuação carismática de Toshiro Mifune". Em 2009, o filme ficou em 59º lugar na lista dos Maiores Filmes Japoneses de Todos os Tempos, organizada pela revista de cinema japonesa Kinema Junpo.

## Remake
O filme foi refeito em 2007 sob o nome de Tsubaki Sanjuro, sendo dirigido por Yoshimitsu Morita e contando com Yūji Oda no papel-título.